# Iglesia de las Santas Justa y Rufina (Villaluenga)
La iglesia de las Santas Justa y Rufina es un edificio situado en el concejo español de Villaluenga, en la provincia de Álava.

## Descripción
El edificio se encuentra en el concejo español de Villaluenga, del municipio de Ribera Alta, perteneciente a la provincia de Álava, en la comunidad autónoma del País Vasco. Se menciona como iglesia parroquial del lugar en el decimosexto y último volumen del Diccionario geográfico-estadístico-histórico de España y sus posesiones de Ultramar de Pascual Madoz, donde aparece descrita con las siguientes palabras: «igl. parr. (Stas. Justa y Rufina) servida por un beneficiado». En el tomo de la Geografía general del País Vasco-Navarro dedicado a Álava y escrito por Vicente Vera y López, se dice lo siguiente: «Su templo, dedicado á Santas Justa y Rufina, depende de la iglesia parroquial de Tuyo».